# Ildigisal
Ildigisal (em grego: Ιλδιγισάλ; romaniz.: Ildigisál), também citado como Ildiges (em grego: Ιλδίγης; romaniz.: Ildíges), foi um oficial bizantino de origem lombarda, que esteve ativo durante o reinado do imperador Justiniano (r. 527–565).

## Vida
Ildigisal era filho de Risiulfo e pretendente ao trono lombardo. Em algum ponto durante o reinado de Vacão (r. 510–539), fugiu para junto dos esclavenos. Após a ascensão de Audoíno (r. 546–560), uma guerra eclodiu entre gépidas e lombardos (548/549) e Ildigisal aliou-se aos gépidas com seus aliados lombardos e muitos esclavenos. Os gépidas pretendiam colocá-lo no trono lombardo, porém foram obrigados a solicitar a paz quando o imperador Justiniano (r. 527–565) enviou em 549 um exército de 10 mil homens liderado por Arácio, Buzes, Constanciano e João para ajudar os lombardos. Audoíno exigiu que Ildigisal fosse entregue, mas os gépidas recusaram-se a fazê-lo. Apesar disso, foi forçado a deixar o país deles e retornou para os esclavenos com seus apoiantes e alguns gépidas voluntários.
Ainda no mesmo ano, Ildigisal foi à Itália para auxiliar o rei ostrogótico Tótila (r. 541–552) em sua guerra contra o Império Bizantino. Ao chegar na península, recebeu de Tótila um exército de seis mil homens com o qual se dirigiu à Venécia, onde encontrou e derrotou o general Lázaro (final de 549). Depois dessa investida, recruzou o Danúbio e retornou para os esclavenos. Depois disso, segundo Procópio de Cesareia, fugiu de sua terra natal em direção a Constantinopla com 400 soldados lombardos, que foram assentados em Apros, na Trácia. Os autores da Prosopografia acham improvável que tenha retornado para os territórios lombardos enquanto Audoíno ainda era rei, sendo mais plausível que simplesmente deixou os esclavenos e partiu à capital imperial.
Ildigisal foi recebido por Justiniano que lhe deu o comando de uma das escolas palatinas, a guarda do palácio imperial. É provável que tenha sido conde de uma escola palatina, um posto à época meramente honorífico. Sua nomeação deve ter ocorrido em 550/1 e é possível que reteve o posto até o ano seguinte. Em 552, Audoíno ordenou que fosse entregue, mas Justiniano se recusou. No verão, Ildigisal ficou descontente ao considerar que o tratamento que recebia na corte não era condizente com sua posição e com a honra de Roma. Por conta disso, fugiu de Constantinopla, por instigação de Goar. Com alguns apoiantes, foram para Apros e se uniram aos lombardos ali assentados. Depois, capturaram grande número de cavalos dos estábulos imperiais na Trácia e avançaram através do país. Foram impedidos apenas por uma pequena força de hunos aliados ao império, que foram derrotados.
Na Ilíria, surpreenderam e mataram os generais (Arácio, Arimudo, Leoniano e Recitango) de um exército enviado para detê-los. Sem mais oposições, Ildigisal e Goar seguiram seu caminho em direção aos gépidas. Pouco depois disso, Justiniano e Audoíno exigiram que o rei gépida Turisindo (r. 548–560) entregasse Ildigisal. Incapaz de recusar ou aceitar as exigências, Turisindo decidiu assassiná-lo.